# Eleonora Stuart

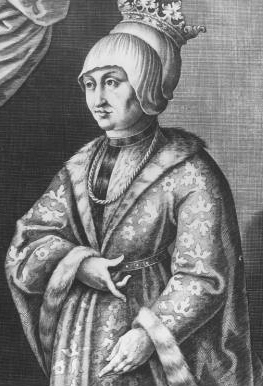
Eleonora Stuart

Eleonora Stuart (Dunfermline, 1433 – Innsbruck, 20 novembre 1480) è stata una principessa scozzese e arciduchessa d'Austria.

## Biografia
Era figlia del re Giacomo I di Scozia e di Giovanna Beaufort. Ben poco si sa dell'infanzia trascorsa da Eleonora in Scozia, dove visse per lo più nel Castello di Linlithgow. Dopo la morte del padre nel 1437, la madre contrasse un secondo matrimonio e morì nel 1445. Di conseguenza, Eleonora e la sorella Giovanna si trasferirono in Francia, dove vissero a Tours, alla corte del Re Carlo VII. Eleonora trascorse tre anni in questo paese, ricevendo un'educazione ed un trattamento consoni al suo rango. Nel 1448 venne fidanzata al duca Sigismondo d'Austria. Le nozze per procura si celebrarono nel settembre dello stesso anno a Belmont, vicino a Chinon. In virtù del suo matrimonio la giovane venne costretta ad abbandonare la colta corte francese e ad intraprendere un disagevole viaggio a cavallo, in direzione delle Corti sostanzialmente provinciali del Tirolo, la cui capitale era nondimeno un centro culturale in lingua tedesca. Eleonora sposò dal vivo, con una modesta cerimonia, Sigismondo il 12 febbraio 1449 a Merano. Fu un'unione poco felice, rimasta senza discendenza. Tra il 1455 ed il 1458 Eleonora funse da reggente per conto del marito, che in questo periodo si assentò tre volte dal Ducato. In tal veste ella venne coinvolta nella disputa sorta tra Sigismondo ed il Cardinale Nicola Cusano. Nel 1467, durante la sua Reggenza nel Vorlander, ella fissò la propria Residenza a Thann. Dopo il 1469 Eleonora cessò d'occuparsi di questioni politiche, dedicandosi invece ad attività d'assistenza e a questioni ecclesiastiche.
Il Duca Sigismondo era molto appassionato alla letteratura, che protese gli Autori e si occupò dal 1460 degli umanisti Laurentius Blumenau e Gregor Heimburg. Anche la Corte scozzese di Eleonora era stata un vivace centro culturale, e l'Arciduchessa prese parte agl'interessi del marito. Allorché nel 1473 Heinrich Steinhöwel fece una traduzione dell'opera di Boccaccio De claris mulieribus, la dedicò ad Eleonora. L'Arciduchessa mantenne inoltre una vivace corrispondenza con la Contessa Palatina Matilde von Rottenburg e fu molto probabilmente una delle Dame che furono invitate a Monaco nel 1467 da Ulrich Füetrer.
Eleonora morì di parto nel dare alla luce l'unico figlio Wolfgang, morto il giorno stesso della nascita. La sua tomba si trova nel convento di Stams in Tirolo.

## Ascendenza
|                                    |                                            |                                  | Genitori                             |  |  | Nonni |  |  | Bisnonni             |  |  | Trisnonni      |  |
|                                    |                                            |                                  |                                      |  |  |       |  |  | Roberto II di Scozia |  |  | Walter Stewart |  |
|                                    |                                            |                                  |                                      |  |  |       |  |  | Roberto II di Scozia |  |  | Walter Stewart |  |
|                                    |                                            | Marjorie Bruce                   |                                      |  |  |       |  |  | Roberto II di Scozia |  |  |                |  |
| Roberto III di Scozia              |                                            |                                  |                                      |  |  |       |  |  | Roberto II di Scozia |  |  |                |  |
|                                    |                                            | Elizabeth Mure                   | Sir Adam Mure                        |  |  |       |  |  |                      |  |  |                |  |
|                                    |                                            | Elizabeth Mure                   | Sir Adam Mure                        |  |  |       |  |  |                      |  |  |                |  |
|                                    |                                            | Elizabeth Mure                   | Joan Cunningham                      |  |  |       |  |  |                      |  |  |                |  |
| Giacomo I di Scozia                |                                            | Elizabeth Mure                   |                                      |  |  |       |  |  |                      |  |  |                |  |
|                                    |                                            | John Drummond di Lennox          | …                                    |  |  |       |  |  |                      |  |  |                |  |
|                                    |                                            | John Drummond di Lennox          | …                                    |  |  |       |  |  |                      |  |  |                |  |
|                                    |                                            | John Drummond di Lennox          | …                                    |  |  |       |  |  |                      |  |  |                |  |
| Annabella Drummond                 |                                            | John Drummond di Lennox          |                                      |  |  |       |  |  |                      |  |  |                |  |
|                                    |                                            | Mary di Montifex                 | Sir William Montifex                 |  |  |       |  |  |                      |  |  |                |  |
|                                    |                                            | Mary di Montifex                 | Sir William Montifex                 |  |  |       |  |  |                      |  |  |                |  |
|                                    |                                            | Mary di Montifex                 | …                                    |  |  |       |  |  |                      |  |  |                |  |
| Eleonora Stuart                    |                                            | Mary di Montifex                 |                                      |  |  |       |  |  |                      |  |  |                |  |
|                                    | Giovanni Plantageneto, I duca di Lancaster | Edoardo III d'Inghilterra        |                                      |  |  |       |  |  |                      |  |  |                |  |
|                                    | Giovanni Plantageneto, I duca di Lancaster | Edoardo III d'Inghilterra        |                                      |  |  |       |  |  |                      |  |  |                |  |
|                                    | Giovanni Plantageneto, I duca di Lancaster | Filippa di Hainaut               |                                      |  |  |       |  |  |                      |  |  |                |  |
| John Beaufort, I conte di Somerset | Giovanni Plantageneto, I duca di Lancaster |                                  |                                      |  |  |       |  |  |                      |  |  |                |  |
|                                    |                                            | Katherine Swynford               | Payne De Roet                        |  |  |       |  |  |                      |  |  |                |  |
|                                    |                                            | Katherine Swynford               | Payne De Roet                        |  |  |       |  |  |                      |  |  |                |  |
|                                    |                                            | Katherine Swynford               | …                                    |  |  |       |  |  |                      |  |  |                |  |
| Giovanna Beaufort                  |                                            | Katherine Swynford               |                                      |  |  |       |  |  |                      |  |  |                |  |
|                                    |                                            | Thomas Holland, II conte di Kent | Thomas Holland, I conte di Kent      |  |  |       |  |  |                      |  |  |                |  |
|                                    |                                            | Thomas Holland, II conte di Kent | Thomas Holland, I conte di Kent      |  |  |       |  |  |                      |  |  |                |  |
|                                    |                                            | Thomas Holland, II conte di Kent | Giovanna di Kent                     |  |  |       |  |  |                      |  |  |                |  |
| Margaret Holland                   |                                            | Thomas Holland, II conte di Kent |                                      |  |  |       |  |  |                      |  |  |                |  |
|                                    |                                            | Alice FitzAlan                   | Richard FitzAlan, X conte di Arundel |  |  |       |  |  |                      |  |  |                |  |
|                                    |                                            | Alice FitzAlan                   | Richard FitzAlan, X conte di Arundel |  |  |       |  |  |                      |  |  |                |  |
|                                    |                                            | Alice FitzAlan                   | Eleonora di Lancaster                |  |  |       |  |  |                      |  |  |                |  |
|                                    |                                            | Alice FitzAlan                   |                                      |  |  |       |  |  |                      |  |  |                |  |